# Phare des Formigas
Le phare des Formigas est un phare situé sur le plus grand îlot des Formigas, au nord de l'île de Santa Maria (Archipel des Açores - Portugal).
Il est géré par l'autorité maritime nationale du Portugal à Oeiras (Grand Lisbonne).

## Histoire
Au milieu de l'océan Atlantique, la petite taille et la hauteur des nombreux îlots des Formigas et la présence du récif Dollabarat (pt) font de l'ensemble un grave danger pour la navigation maritime, en particulier la nuit, dans des conditions de mauvaise visibilité ou lorsque l'interprétation au radar devient difficile.
Face à ces dangers, aggravés par la proximité de ces îlots sur la route maritime qui relie Lisbonne à Ponta Delgada, au cours du dernier quart du XIXe siècle, l'administration du port artificiel en construction de Ponta Delgada a conçu le premier projet d'installation d'un phare dans les îles Formigas. Son design est référencé dans le « Plan général de signalisation maritime de 1883 », bien qu'il n'ait pas été construit tout de suite.
Par la suite, en vertu du décret du 2 mars 1895, le pouvoir d'installation d'un phare est passé au conseil général du district autonome de Ponta Delgada, qui a commencé la réalisation de phares sur les îles de São Miguel et Santa Maria.
Les difficultés techniques et logistiques pour la construction d'un phare dans un endroit aussi inhospitalier que les Formigas, ont entraîné le report successif de sa mise en œuvre. C'est seulement à l'été 1948, dans une opération complexe impliquant la construction du quai de débarquement actuel et la rupture des récifs submergées pour permettre l'approche des navires avec le personnel, l'équipement et les matériaux de construction, que le phare a été enfin érigé. Bien qu'interrompu à différents moments, en raison des conditions de la mer, le travail a été achevé en seulement 36 jours.
Au milieu de l'océan Atlantique, la petite taille et la hauteur des insulaires des Fourmis et la présence du récif de Dollabarat font de l'ensemble un grave danger pour la navigation maritime, en particulier la nuit, dans des conditions de mauvaise visibilité ou lorsque la ne laissez pas son interprétation facile par radar.
Face à ces dangers, aggravés par la proximité des îlots de la route maritime qui relie Lisbonne à Ponta Delgada, au cours du dernier quart du XIXe siècle, l'administration du port artificiel naissant de Ponta Delgada a conçu le premier projet d'installation d'un phare dans les îles. Son design est référencé dans le « Plan général de l'alumiamento de 1883 », bien qu'il n'ait pas encore suivi le temps.
Plus tard, en 1962, avec l'utilisation du bateau-phare NRP Almirante Schultz (pt), le phare a été modernisé. Plus tard, le projecteur à lampe à acétylène a été remplacé par une plus moderne, alimentée par des panneaux photovoltaïques.|
Le phare est situé sur l'île la plus au sud du groupe, dans une zone aplanie à environ 3 mètres au-dessus du niveau de la mer. C'est une tour tronconique, peinte en blanc, de 19 mètres de haut. Le plan focal est à 22 mètres au-dessus du niveau de la mer et, en cas de mauvais temps, toute l'île est balayée par les vagues, ne laissant visible que le haut de la tour. Il émet deux flashs blancs, toutes les 12 secondes, d'une portée de 12 milles nautiques (environ 22 kilomètres).
Identifiant : ARLHS : AZO01 ; PT-670 - Amirauté : D2638 - NGA : 23704.

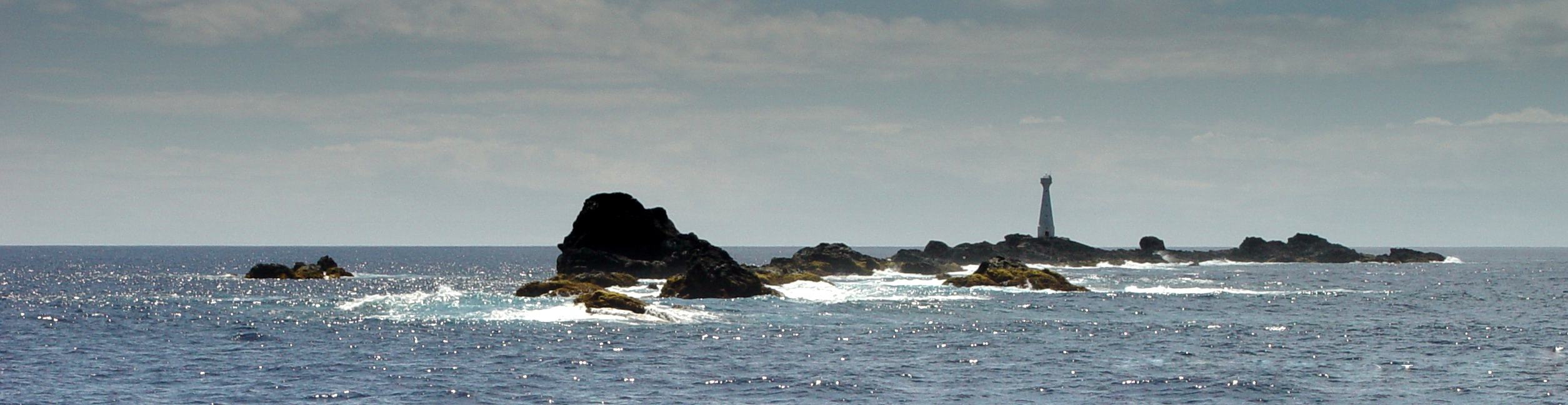
Les Formigas

### Lien connexe
- Liste des phares des Açores